# St George Botolph Lane

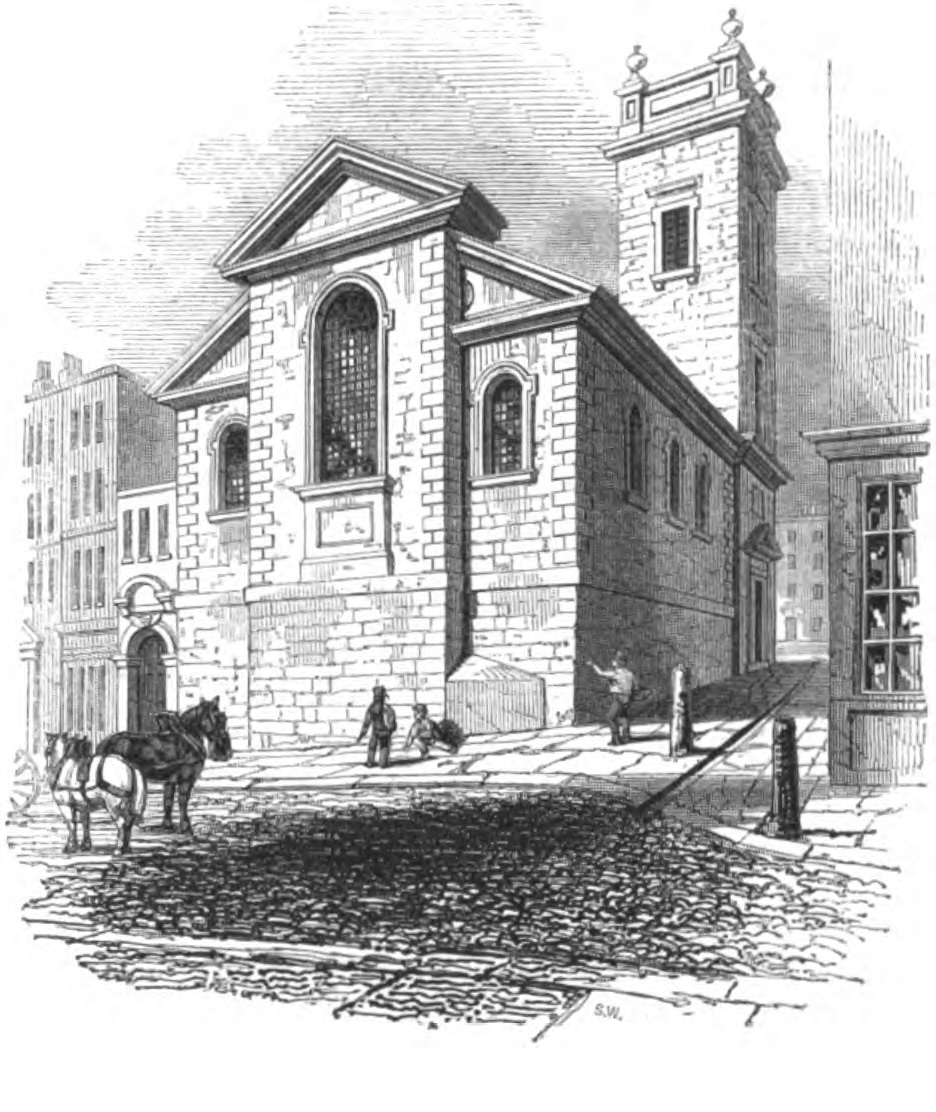
St George Botolph Lane (1839)

St George Botolph Lane war eine der 50 Wren-Kirchen im Londoner Innenstadtbezirk City of London. Die 1671 errichtete Kirche wurde 1904 abgebrochen.

## Geschichte
Die erstmals 1180 belegte, dem englischen Schutzpatron Georg gewidmete Kirche wurde beim Großen Brand von London 1666 zerstört und anschließend von 1671 bis 1676 durch Christopher Wren in Form einer Basilika mit seitlich gesetztem Turmbau wiederaufgebaut. Die entsprechend dem basilikalen Raumquerschnitt gestaffelte Chorfassade zeigte einen vortretenden Mittelrisalit mit Dreiecksgiebel. Aufgrund statischer Bedenken wurde die Kirche 1901 geschlossen und 1904 abgebrochen.